# 어쌔신 프리스트 벡맨
어쌔신 프리스트 벡맨(영어: Beckman)은 2020년 공개된 미국의 액션 영화이다.

## 출연

### 주연
- 데이빗 A.R. 화이트 - 아론 벡맨 역
- 제프 파헤이 - 필립 역
- 버트 영 - 살바토르 역
- 브라이튼 샤비노 - 타비사 역
- 윌리암 볼드윈 - 리즈 역

### 조연
- 키라 리드 - 제니스 역
- 케빈 다운즈 - 덴 역
- 대니얼 모이넷 - 이사벨 역
- 잰더 베일리 - 프랑크 역